# Liliput (Dreirad)

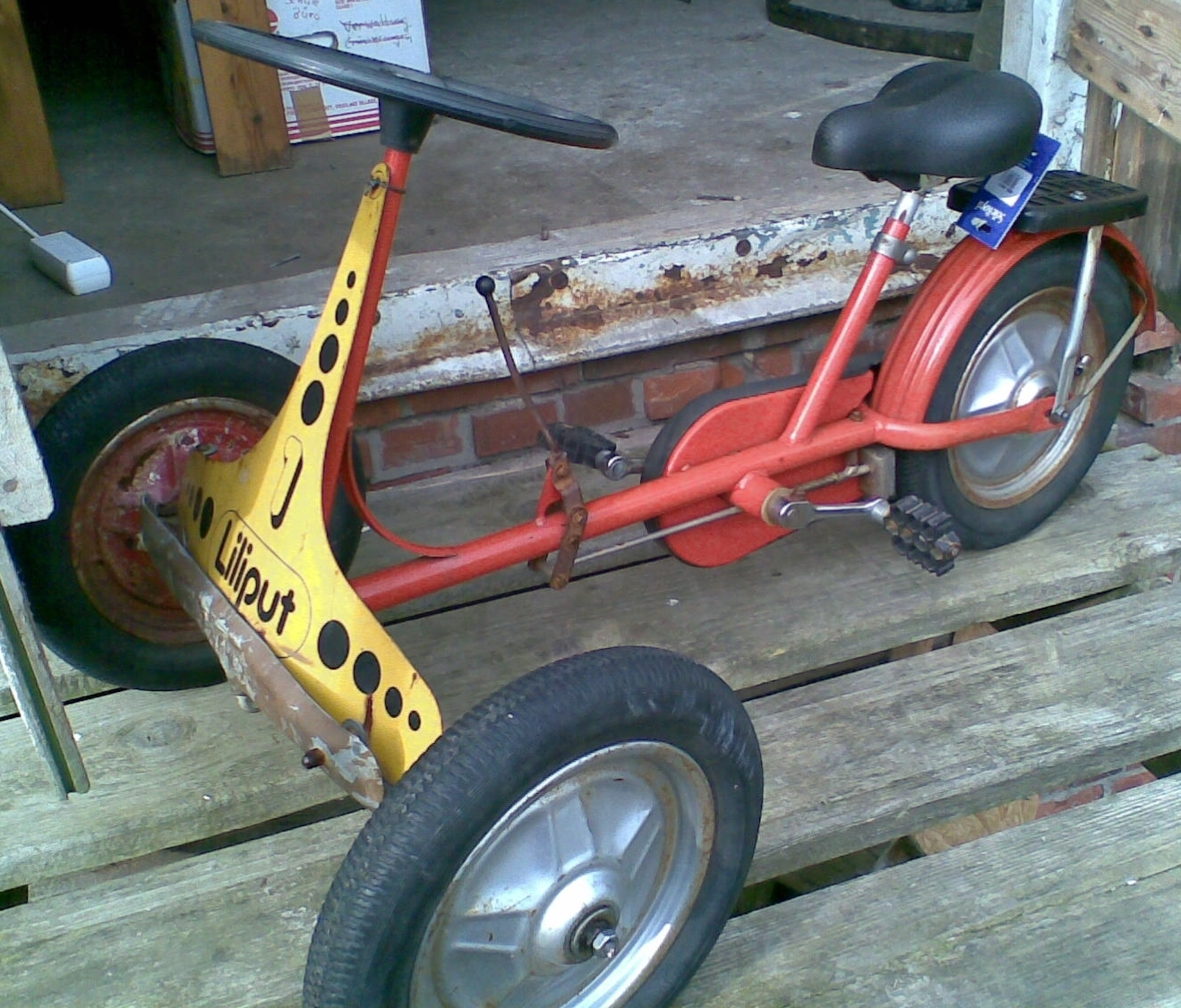
Liliput

Liliput ist der Name eines dreirädrigen Kinderfahrzeugs in der ehemaligen DDR. Die Besonderheit dieses Dreirads war, dass es im Gegensatz zu anderen Dreirädern für Kinder nur ein Hinterrad, dafür zwei Vorderräder hatte, dass es außerdem an den Rädern luftbefüllte Reifen hatte.
Das Dreirad wurde im VEB Stahlmöbelbau Haldensleben in drei Baureihen bis 1990 produziert. Der Aufbau entsprach im hinteren Bereich einem Kinder-Fahrrad, im vorderen Bereich mit Lenkrad und direkter Achsschenkellenkung einem Tretauto, ähnlich dem Kettcar. Angetrieben wurde das Dreirad mittels Kraftübertragung über Pedalen und Kette auf ein am Hinterrad angeschweißtes Ritzel. Einen Freilauf gab es nicht, deshalb war auch eine Rücktrittbremse nicht nötig. Die Laufräder waren aus Stahlscheiben konstruiert. Auf dem zentralen Rahmenrohr war vor dem Tretlager ein Hebel montiert, der durch Zug nach hinten eine Klotzbremse auf die Lauffläche des Hinterrads drückt. In einer der drei Baureihen war die Kette mit einem Vollkettenschutz umgeben.
Diese Dreiräder standen in Stadtparks und anderen DDR-Freizeiteinrichtungen an Mietstationen zur Verfügung.